# Toscano Originale Millennium
Il Toscano Originale Millennium è un tipo di sigaro Toscano, realizzato a mano in edizione limitata presso la manifattura di Lucca (Toscana). Presentato al pubblico nel 1999, è disponibile in una confezione da 18 sigari, che in origine era in cuoio, o in una confezione da 3 sigari.

## Caratteristiche
Caratteristiche distintive del Toscano Originale Millennium secondo "il Toscano" e "Il Toscano nel Bicchiere":
- Manifattura di produzione: Lucca
- Tempo di maturazione e stagionatura: 12 mesi
- Fascia: Kentucky nordamericano
- Ripieno: tabacco nazionale più i ritagli della fascia
- Aspetto: Marrone scuro
- Fabbricazione: a mano
- Lunghezza: 170 +/- 1[2] ; 160[3] mm
- Diametro pancia: 16,5[2] ; 15[3] mm
- Diametro punte: 10 mm +/- 0,5
- Volume: 23,9 ml
- Peso: circa 9[2] ; 10[3] g
- Densità: 0,376[2] ; 0,418[3] g/ml
- Anno di uscita: 1999
- Disponibilità: in produzione solo una volta l'anno
- Fascetta: fondo blu, il bottone presenta, su fondo bianco, l'anno di fabbricazione e la scritta "Toscano Originale".